# Сент-Антуан (Канталь)
Сент-Антуа́н (фр. Saint-Antoine, окс. Sant Antoine) — коммуна во Франции, находится в регионе Овернь. Департамент — Канталь. Входит в состав кантона Мор. Округ коммуны — Орийак.
Код INSEE коммуны — 15172.
Коммуна расположена приблизительно в 460 км к югу от Парижа, в 130 км юго-западнее Клермон-Феррана, в 21 км к юго-западу от Орийака.

## Население
Население коммуны на 2008 год составляло 121 человек.
| 1962 | 1968 | 1975 | 1982 | 1990 | 1999 | 2008 |
| ---- | ---- | ---- | ---- | ---- | ---- | ---- |
| 144  | 160  | 132  | 145  | 135  | 133  | 121  |

## Экономика

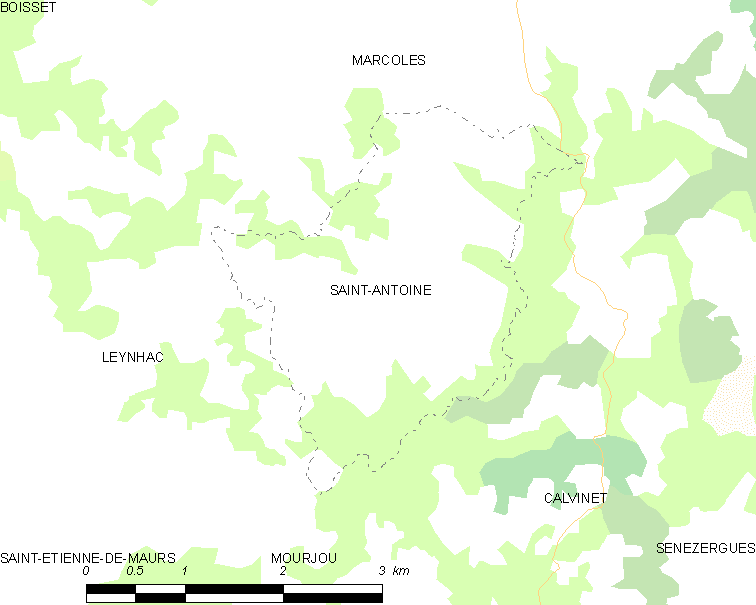
Карта коммуны

В 2007 году среди 69 человек в трудоспособном возрасте (15—64 лет) 54 были экономически активными, 15 — неактивными (показатель активности — 78,3 %, в 1999 году было 58,1 %). Из 54 активных работали 52 человека (32 мужчины и 20 женщин), безработными были 2 женщины. Среди 15 неактивных 4 человека были учениками или студентами, 8 — пенсионерами, 3 были неактивными по другим причинам.